# 学堂乐歌
學堂樂歌，是清末民初為了新式學堂的音樂或唱歌課程所創作的歌曲。主要採「選曲填詞」或「按詞選曲」的形式來創作，曲調大多源自日本及歐美，亦有少數使用中國傳統民歌小調與自行創作，再由中國人以中文填詞。具有宣揚富國強兵、愛國精神、民族主義、現代性、進步觀等政治思想的功能。學堂樂歌乃近現代中國對於西式音樂的啟蒙，為日後中國近現代音樂教育奠下基礎。
學堂樂歌的代表人物包含曾志忞、沈心工、李叔同等人，代表作品有〈揚子江〉、〈男兒第一志氣高〉、〈春遊〉等。

## 定義與年代
隨著新式學堂的建立，開始出現「樂歌課」或「唱歌課」，則「學堂樂歌」便是為了學堂教學需求而創作的歌曲。此外，1905年以後，學校唱歌蔚為風潮，這些新的歌曲在當時被稱為「樂歌」，爾後音樂界將這時期的學校唱歌統稱為「學堂樂歌」。
關於學堂樂歌的年代劃分有多種說法。有人認為學堂樂歌與學校歌曲是一脈相承的關係，因此將其年代定義為民國初年到1930年代。亦有人定義為清末至1919年五四運動。狹義而論，從1903年沈心工回國至1918年李叔同出家；廣義而論，則是視學堂樂歌與學校歌曲一脈相承，從20世紀初至1930年代抗戰時期為止。

## 起源與發展
鴉片戰爭以後，西方文化一夕之間湧入當時的中國，則西方基督教音樂與新式軍歌也隨之傳入。為了因應新式學堂的教學需求，因而開始設立「樂歌課」或「唱歌課」。
1898年康有為奏呈光緒皇帝《請開學校折》，建議設立「歌樂」課，並且提出「遠法德國，近採日本，以定學制，乞下明昭，遍令省府縣鄉興學。」此外，以梁啟超為首的維新派亦相當看重音樂教育，積極提倡設立唱歌課與樂歌的重要性，梁啟超於《飲冰室詩話》表示：「蓋欲改造國民之品質，則詩歌音樂為精神教育之一要件，此稍有識者所能知也。」
1903年1月13日重訂《奏定學堂章程》——「外國中小學堂皆有唱歌音樂一門功課，本古人弦歌學道之意。惟中國雅樂久微，勢難仿照」，故規定「學中每日輪班歌詩」，以吟詩代替音樂課。
1907年3月8日（光緒三十二年正月二十四日），學部正式頒布《學部奏定女子小學堂章程》和《學部奏定女子師範學堂章程》。在這兩個章程中規定了女子學堂應開設音樂課，這是中國第一次在政府文件中正式規定將音樂課正式列入學堂的課程中。
學堂樂歌的代表人物曾志忞、沈心工、李叔同等三位皆留學日本，學習日本明治維新以後的西式音樂教育，並將這些音樂與樂歌文化帶回中國，並且透過音樂表達愛國思想等價值觀，使得學堂樂歌成為知識份子推行文化運動的一環，同時也奠定中國近現代音樂教育的基礎。

## 特色與風格
學堂樂歌以簡譜或五線譜來記譜，大多為齊唱曲（單音歌曲）。由於學堂樂歌是由中國留學生帶回日本的音樂文化，又當時中國尚無優秀作曲人才，因此絕大多數的學堂樂歌是根據現成的旋律填上新詞，其中以日本與歐美曲調為大宗，亦有使用中國傳統民歌小調，僅少數為中國人自行作曲。其歌詞內容含有富國強兵、「以樂救國」、愛國精神、民族主義、現代性、進步觀等政治思想。

## 主要代表人物與其作品

### 曾志忞
曾志忞（1879-1929）1903年分別在《江蘇》雜誌[1]第6、7期發表《樂理大意》與《唱歌之教授法及說明》，其中《唱歌之教授法及說明》發表五線譜與簡譜對照的六首學堂樂歌：〈練兵〉、〈游春〉、〈揚子江〉、〈海戰〉、〈新〉、〈秋蟲〉。1904年編著《教育唱歌集》，由東京教科書輯譯社出版，共收錄樂歌26首，其中署名為「志忞」的作品有16首，為中國最早出版的音樂教科書之一。
代表作品：〈練兵〉、〈游春〉、〈揚子江〉、〈海戰〉、〈新〉、〈秋蟲〉等。[2]

### 沈心工
沈心工（1869-1947）被稱為「學堂樂歌之父」。1902年在江戶發起音樂講習會，請日本音樂教育家鈴木米次郎教授樂歌，進而開始創作學堂樂歌。同年在東京創作〈體操〉一曲，此歌曲後來改名為〈男兒第一志氣高〉，不僅是沈心工第一首學堂樂歌，也是中國最早的學堂樂歌，李叔同在《音樂小雜誌》〈昨非錄〉一文寫道：「學歌者，音階半通，即高唱《男兒第一志氣高》之歌；學風琴者，手法未諳，即手5566553曲。」可見當時〈男兒第一志氣高〉流傳之廣。1903年初從日本歸國，在南洋公學附屬小學[3]任教樂歌課。在任教期間，以簡譜配歌譜曲，將唱歌列入教學課程，並積極展開樂歌活動，著手撰寫樂歌作為教材。[4] 1904年至1907年間陸續出版《學校唱歌集》三集，為中國最早的學堂樂歌集之一。1912年編輯出版《重編學校唱歌集》六集。1913年出版《民國唱歌集》四集。沈心工晚年將前述的歌集整理修訂，並新增後來的作品，於1937年出版《心工歌曲集》。
代表作品：〈男兒第一志氣高〉、〈黃河〉、〈美哉中華〉等。

### 李叔同
李叔同（1880-1942）從正式學習音樂到出家為止，學習音樂、教學和創作的時間共計13年，這段期間所創作的學堂樂歌有一百餘首，早期作品充滿愛國情懷，後期作品則消極、傷感、具出世思想。1913年以「浙師校友會」的名義編輯出版《白陽》雜誌其作品包含《音樂序》、三部合唱作品〈春遊〉與《西洋樂器種類概說》等，其中〈春遊〉為中國第一部以西洋作曲方式創作的多聲部合唱曲。[5]
代表作品：〈春遊〉、〈早秋〉、〈祖國歌〉、〈憶兒時〉、〈送別〉、〈夢〉等。

## 對近現代音樂教育的影響[6]
1. 奠定音樂課程在學校教育體系的地位。
2. 引進西方與日本的新式音樂體系，使中國音樂教育逐漸系統化與規範化。
3. 西方音樂知識、作曲技法、表演形式等傳入中國。
4. 集體唱歌成為學校音樂課主要的上課形式，容易凝聚團體向心力，有助於青少年身心發展。
5. 音樂教材需求增加，開始創作並出版屬於中國的音樂教材。
6. 學堂樂歌注重教材教育性與思想性，使得音樂教育亦注重育人。
7. 音樂教育需求增加，進而促進師範音樂教育的發展。